# 金子才十郎
金子 才十郎（かねこ さいじゅうろう、1926年8月19日 - 2017年2月8日）は、日本の実業家、カネコ種苗株式会社相談役。同代表取締役社長・会長、日本種苗協会会長などを務めた。

## 概要
群馬県出身。経営者としてカネコ種苗を種苗業界1位に育てた。種子に関する著作もある。

## 年譜
- 1943年、群馬懸立前橋商業學校（現群馬県立前橋商業高等学校）卒業
- 1949年、前橋医学専門学校（現群馬大学医学部）卒業
- 1950年、医師国家試験に合格
- 1953年、東北大学農学部卒業、群馬種苗に入社
- 1954年、群馬種苗取締役に就任
- 1958年、群馬種苗社長に就任
- 1964年、群馬種苗を同根企業のカネコ種苗と合併させる
- 1976年、第34回衆議院議員総選挙で群馬1区から無所属で立候補したが落選
- 1998年、横浜商品取引所理事長に就任
  - ほかに、群馬県教育委員会委員長、前橋商工会議所会頭、前橋青春の会会長、群馬県バレーボール協会顧問、群馬県交響楽団副理事長、群馬県テニス協会会長、群馬産業技術センター利用促進協議会会長、東北大学農学部同窓会副会長、群馬県造園建設業協会会長、社団法人前橋法人会理事、前橋コンベンション・ビューロー理事長、グリーン興業取締役、群馬綜合ガードシステム取締役、日産サニー群馬販売取締役等を歴任した。
  - この他、群馬県商工会議所連合会名誉会長、日本育種学会賛助会員、日本バイオ産業人会議会員、財団法人国民政治協議会評議員▽群馬「正論」懇話会会長を務めた。

## 著書
- 「種子のロマン」（1991年）